# UFC 52
UFC 52: Couture vs. Liddell 2 fue un evento de artes marciales mixtas celebrado por Ultimate Fighting Championship el 16 de abril de 2005 en el MGM Grand Garden Arena, en Las Vegas, Nevada.

## Historia
El evento estelar contó con el combate por el campeonato de peso semipesado entre Chuck Liddell y Randy Couture.
El salario total de los peleadores que participaron en UFC 52 ascendió a 519 500 dólares.

## Resultados
1. ↑  Por el Campeonato de Peso Semipesado de UFC.
2. ↑  Por el campeonato de peso wélter de UFC.